# Nannostomus trifasciatus
Nannostomus trifasciatus is een straalvinnige vissensoort uit de familie van de slankzalmen (Lebiasinidae). De wetenschappelijke naam van de soort is voor het eerst geldig gepubliceerd in 1876 door Franz Steindachner.
Het zijn kleine visjes (tot ongeveer 6 centimeter lang) die in Zuid-Amerika voorkomen in het Amazonebekken, Colombia, Peru en de Guyana's. Ze houden zich voornamelijk op in de bovenste waterlaag en voeden zich hoofdzakelijk met insecten. Ze zijn ook populair voor aquariums.